# Aoyama Tadashige
Aoyama Tadashige est un nom japonais traditionnel ; le nom de famille (ou le nom d'école), Aoyama, précède donc le prénom (ou le nom d'artiste).
Aoyama Tadashige (青山 忠重, 7 juillet 1654-6 décembre 1722) est un daimyō du milieu de l'époque d'Edo de l'histoire du Japon.

## Biographie
Né à Komoro dans la province de Shinano, Aoyama Tadashige est le troisième fils d'Aoyama Munetoshi, daimyō du domaine de Komoro. Le 5 août 1683, il a été adopté par son frère aîné, malade, Aoyama Tadao, à l'époque daimyō du domaine de Hamamatsu dans la province de Tōtōmi. Il devient 5e chef du clan Aoyama et daimyō du domaine de Hamamatsu à la mort de son frère en 1685.
Le 7 septembre 1702, Tadashige est transféré au domaine de Kameyama dans la province de Tamba (aux revenus de 50 000 koku), où ses descendants restent pendant les trois générations suivantes. En septembre 1714, son titre de courtoisie est changé pour celui de Inaba-no-kami. Le 18 juin 1722, il transmet ses titres à son quatrième fils, Aoyama Toshiharu. Par la suite, il prend la tonsure et meurt trois mois plus tard à l'âge de 68 ans.
Sa tombe se trouve au Tōkai-ji dans l'arrondissement de Shinagawa à Tokyo.

## Source de la traduction
- (en) Cet article est partiellement ou en totalité issu de l’article de Wikipédia en anglais intitulé « Aoyama Tadashige » (voir la liste des auteurs).